# 古民家山十邸
古民家山十邸（こみんかやまじゅうてい）は神奈川県愛甲郡愛川町中津にある国の登録有形文化財（建造物）の古民家である。熊坂家の邸宅として、明治初期に半原の宮大工によって建設されたと伝えられる。
敷地内にある薬医門と主屋が登録有形文化財に登録されている。山十邸は旧街道筋に面し、この周辺はかながわのまちなみ100選に選ばれている。
現在は愛川町が保存・活用を行っており、無料で見学できるほか、研修や趣味の活動等に有料で貸出を行っている。

## 歴史
1883年（明治16年）、中津郷熊坂家の邸宅として建設された。熊坂家はこの地域の豪農で、「山十」は熊坂家の屋号である。当時の当主は熊坂半兵衛（1839-1897）といった。
建設したのは半原の宮大工矢内匠家の右仲・左仲・佐文治の3兄弟と言われている。
1944年（昭和19年)、大川周明の所有となった。周明の死後、昭和32年に大川かねの所有になり、昭和37年には調布市の造園業者の所有となっている。
1988年（昭和63年）に愛川町が所有することとなった。愛川町は山十邸を一部修復し、1989年（平成元年）7月から一般公開を始めた。
2009年（平成21年）に国の登録有形文化財（建造物）となった。また、かながわの建築物100選にも選ばれている。

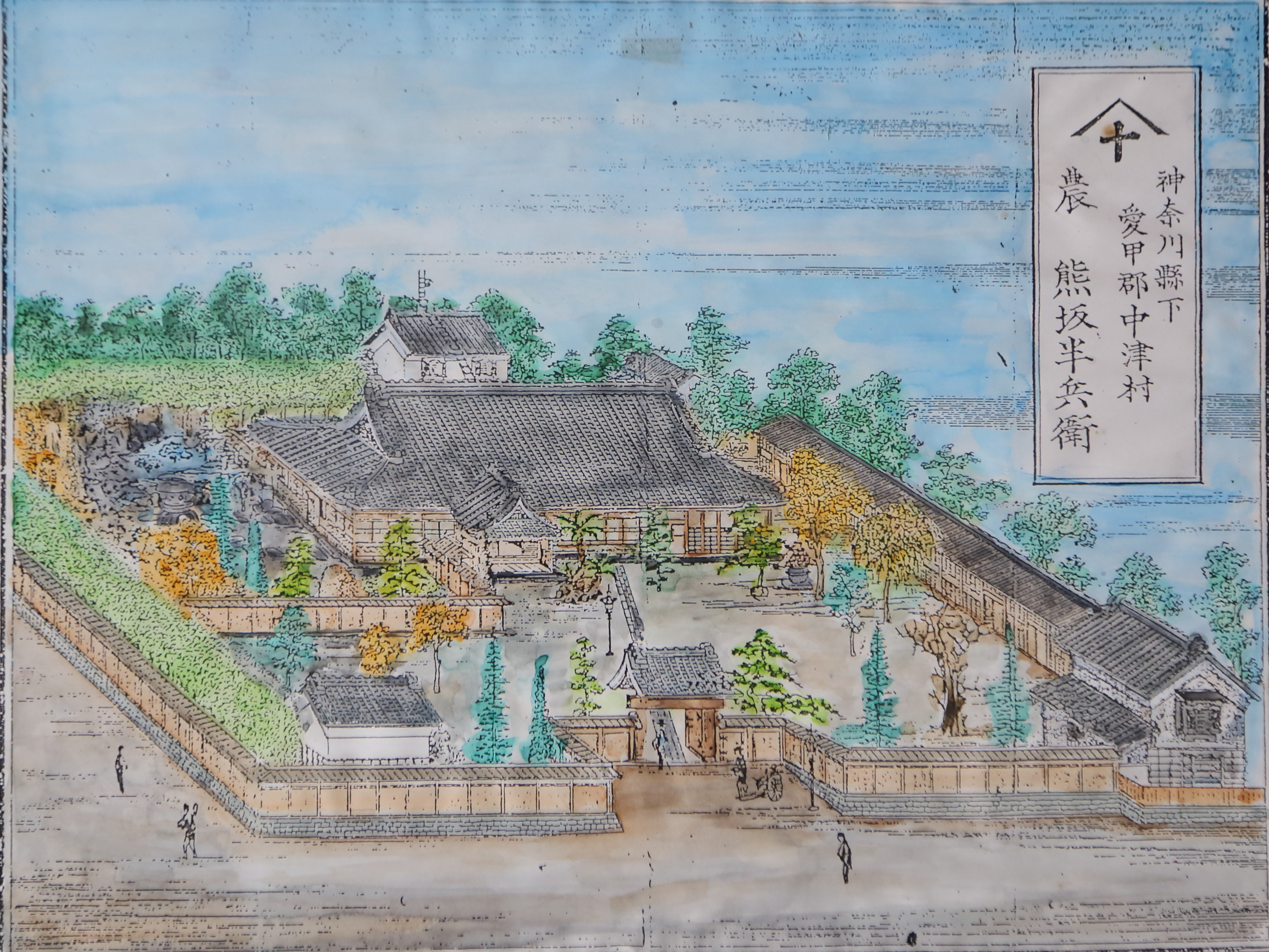
家屋建造配置図
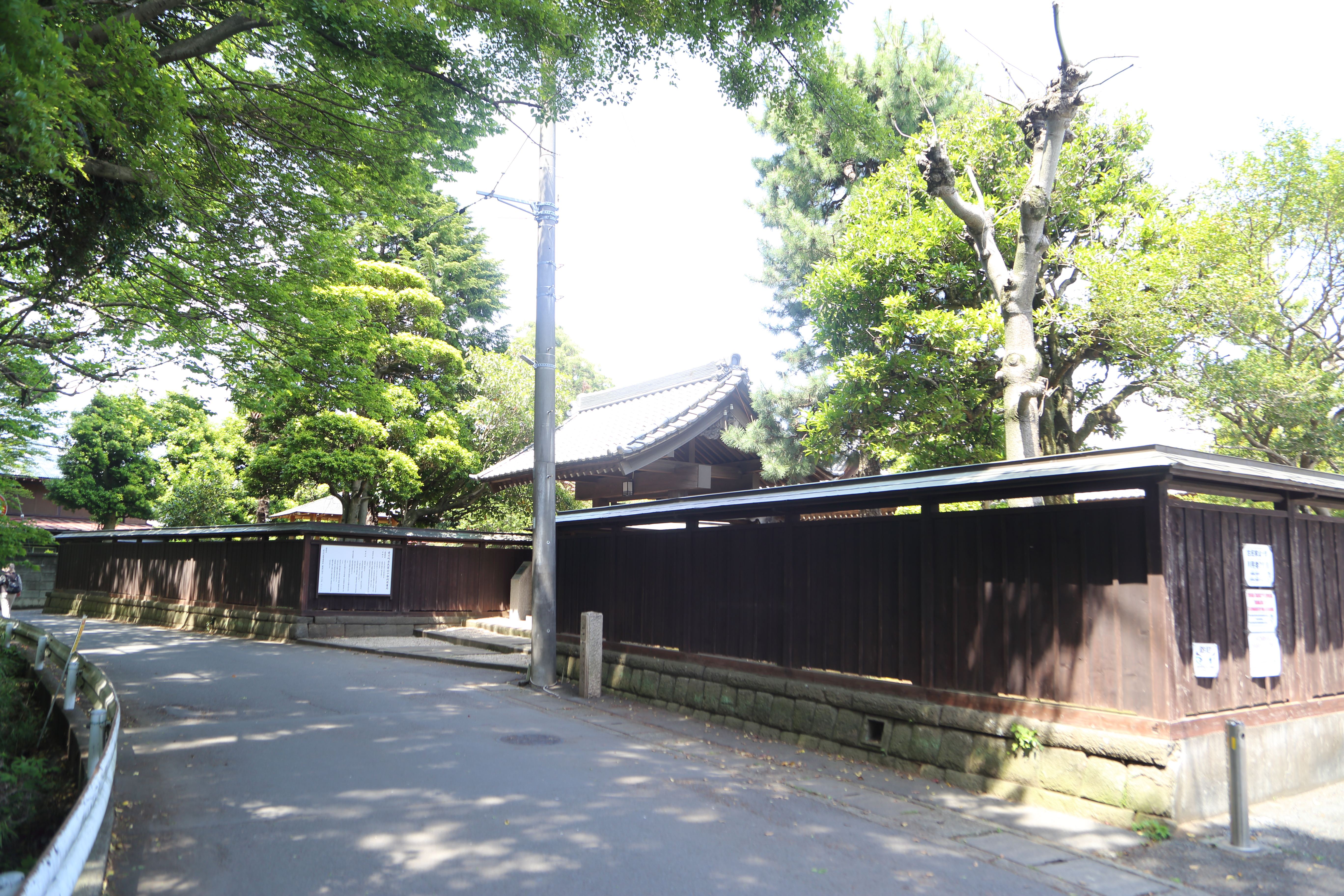
山十邸前

## 宮大工矢内匠家
山十邸を普請したのは、半原の宮大工矢内匠家の右仲・左仲・佐文治の3兄弟と言われている。
相模国愛甲郡半原村（現神奈川県愛甲郡愛川町半原）は山間地で、もともと農業だけで生計を立てるのが難しいため、工業が発展したと言われている。その中でも1800年頃から大工として発展したのが半原宮大工矢内匠家とされる。
矢内の姓を名乗る前は柳川姓を名乗っていた。山十邸を普請した右仲は矢内右兵衛高光（1822-1907）で、矢内匠家14代とされる。右仲の次弟とされる左仲は柳川佐仲郎（1823-1892）と名乗り、矢内家の隣の柳川家を継いでいる。
佐文治（1829-1900）は右仲の末弟で、小田原の香川匠家に養子入りし、香川文蔵高之を名乗った。小田原藩のお抱え大工となったが、山十邸建設時には佐文治として棟梁を務めている。

## 敷地内の施設
屋敷全体平面図によれば、主屋、藥医門、蔵、庭園、井戸などがある。

### 主屋
古民家山十邸主屋として国の登録有形文化財（建造物）に登録されている。
明治初期にはめずらしい瓦葺きの屋根に、入母屋造の平屋の建物である。大黒柱や上り段にはケヤキを使用している。建築面積は350平方メートル。
主な部屋は６間あり、床の間のある大広間（15畳）、二の間（10畳）、三の間（12畳）、出居（24畳）、茶の間（12畳）、納戸（12畳）となっている。ほかに土間に隣接して勝手（8畳）や事務室、倉庫、物置がある。
玄関は三の間に上がる玄関と、土間に入る脇玄関があり、一般の人の出入りには脇玄関を使っていた。

### 薬医門
明治中期頃の建築とされる。
古民家山十邸薬医門として国の登録有形文化財（建造物）に登録されている。
木造で、屋根は瓦葺の切妻屋根、基礎は石造。主扉は観音開きで、その間口は2.8メートルある。左右に袖塀があり、向かって右手に小扉がある。

### 庭園
主屋に向かって左手に枯山水の庭園がある。主屋の裏庭には井戸や公民館がある。

### 蔵
主屋に向かって右手に蔵がある。
1883（明治16）年の家屋建造配置絵図によれば蔵が3棟描かれているが、現存する蔵は1棟で、農機具等を展示している。

## 山十邸ゆかりの文学作品
この山十邸の建築と前後して、1882年（明治15年）、この熊坂家の熊坂長庵が藤田組贋札事件の贋札づくりの犯人として逮捕されている。
無期徒刑の有罪判決を受けた長庵は大審院に上告したが棄却され、1883年10月に有罪が確定し、1884年（明治17年）、北海道の監獄へ送られた。1886年（明治19年）に長庵は獄中で病死している。
この事件をモチーフに書かれたのが松本清張の短編小説「相模国愛甲郡中津村」と中編小説「不運な名前」である。
1963年初出のこの小説では、熊坂長庵のひ孫と名乗る男性が藤田組贋札事件の真犯人に関する重要な文献を持っていると言って主人公を愛川町中津にある自宅へと誘うという筋書きである。なお、熊坂長庵のひ孫という男性は中村九右衛門と名乗る。その自宅は「百姓家ともしもた家ともつかない小さな家」と表現されており、山十邸とは考えられない。
同じく松本清張の作品「砂の審廷 小説東京裁判」にも清張が大川周明の邸宅を訪ねる描写がある。そこではこの屋敷がかつて熊坂長庵の屋敷であったこと、偽札事件のことにも言及されている。

## 利用案内
- 開園時間：午前9時から午後5時
- 休園日：毎週火曜日（祝日を除く）、祝日の翌日（祝日の翌日が土曜日、日曜日のときは月曜日、火曜日が祝日の場合は水・木曜日）、年末年始（12月29日から翌年1月3日まで）、園内整備などの臨時休園
- 見学：無料
- 施設を専用使用する場合は有料、教育委員会への申し込みが必要